# Hierodula yunnanensis
Hierodula yunnanensis är en bönsyrseart som beskrevs av Wang 1993. Hierodula yunnanensis ingår i släktet Hierodula och familjen Mantidae. Inga underarter finns listade i Catalogue of Life.